# Sissoievka
Sissoievka (en rus: Сысоевка) és un poble del krai de Primórie, a l'Extrem Orient de Rússia, que en el cens del 2010 tenia 356 habitants. Pertany al districte rural de Iàkovlevski.